# 志太郡
- 令制国一覧 > 東海道 > 駿河国 > 志太郡
- 日本 > 中部地方 > 静岡県 > 志太郡

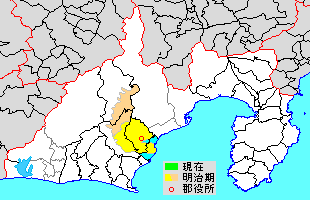
静岡県志太郡の範囲（水色：後に他郡から編入した区域 薄黄：後に他郡に編入された区域）

志太郡（しだぐん、しだのこおり）は静岡県（駿河国）にあった郡。

## 郡域
1879年（明治12年）に行政区画として発足した当時の郡域は、現在の行政区画では概ね以下の区域にあたる。
- 藤枝市の大部分（平島・田中・益津および立花・城南・緑町・郡・岡出山・本町・藤枝・稲川の各一部を除く）
- 焼津市の一部（越後島を除く小川、小川新町、東小川、西小川、三ヶ名、五ヶ堀ノ内、小土、保福島以南）
- 島田市の一部（大井川以東）
- 榛原郡川根本町の一部（大井川以東）

## 歴史

### 近代以降の沿革
- 「旧高旧領取調帳」に記載されている明治初年時点での支配は以下の通り。●は村内に寺社領が、○は寺社等の除地（領主から年貢免除の特権を与えられた土地）が存在。（2宿123村）

| 知行         | 知行                     | 村数     | 村名 |
| ------------ | ------------------------ | -------- | --- |
| 幕府領       | 幕府領                   | 2宿 19村 | ○岡部宿、○内谷村、○島田宿、●清水村、●○東光寺村、○鵜網村、○伊久美村、○身成村、○笹間渡村、○笹間村、○地名村、○下泉村、○壱町河内村、○田野口村、●○堀之内村、○青部村、○田代村、○上岸村、●○藤川村、○梅地村 |
| 幕府領       | 旗本領                   | 10村     | ●○子持坂村、○高田村、○羽佐間村、●○内瀬戸村、○花倉村、○上中ノ郷村、○下中ノ郷村、●西方村、○北方村、○宮原村 |
| 幕府領       | 幕府領・旗本領           | 2村      | ○桂島村、○道悦島村 |
| 藩領         | 駿河田中藩               | 58村     | ○上当間村、○鬼島村、○水守村、○市部村、○五十海村、●○若王子村、○鬼岩寺村、○稲川村、○築地上村、○築地下村、○保福島村、○小土村、○小屋敷村、○柳新屋村、○五ヶ堀ノ内村、●○小川村、○道原村、○石津村、○田尻北村、○北新田村、○下小田村（北小田村）、●田尻村、惣右衛門村、○大島新田、三郎兵衛新田、治兵衛長次右衛門請所、中根新田、○中根村、○大住村、○大住村ノ内・三右衛門新田、○小柳津村、○高柳上村、与左衛門新田、○中新田村、○兵太夫新田、●○土瑞村、○弥左衛門新田、○忠兵衛新田、○志太村、○南新屋村、○水上村、上青島村、久兵衛市右衛門請新田、○五平村、○細島村、○借宿村、○潮村、●○八幡村、○下藪田村、中藪田村、○上藪田村、○時ヶ谷村、●○瀬戸谷村、○滝沢村、○原村、○三ヶ名村、○青木村 |
| 藩領         | 遠江横須賀藩             | 9村      | ○入野村、●○殿村、野田沢村、○玉取村、○青羽根村、○高柳下村、○下青島村、下青島村持添・芝地新田、○下ノ郷村、○寺島村 |
| 藩領         | 遠江掛川藩               | 8村      | ○瀬古村、○岸村、庄九郎新田、●○谷稲葉村、○阿知ヶ谷村、●○伊太村、●○相賀村、○神座村 |
| 藩領         | 美濃岩村藩               | 8村      | ○村良村、○宮島村、○横内村、●○前島村、●○落合村、●○大草村、○助宗村、○稲葉堀ノ内村 |
| 藩領         | 駿河沼津藩               | 6村      | 与惣次村、○祢宜島村、●○一色村、○大島村、○上小田村、○本中根村 |
| 藩領         | 田中藩・掛川藩           | 1村      | ●○瀬戸新屋村 |
| 幕府領・藩領 | 幕府領・横須賀藩         | 1村      | 御請新田 |
| 幕府領・藩領 | 幕府領・旗本領・横須賀藩 | 1村      | 芝地新田 |
| 幕府領・藩領 | 旗本領・掛川藩           | 2村      | ●○野田村、●○尾川村 |
| 幕府領・藩領 | 旗本領・横須賀藩         | 1村      | ●○三輪村 |

- 1868年（慶応4年）

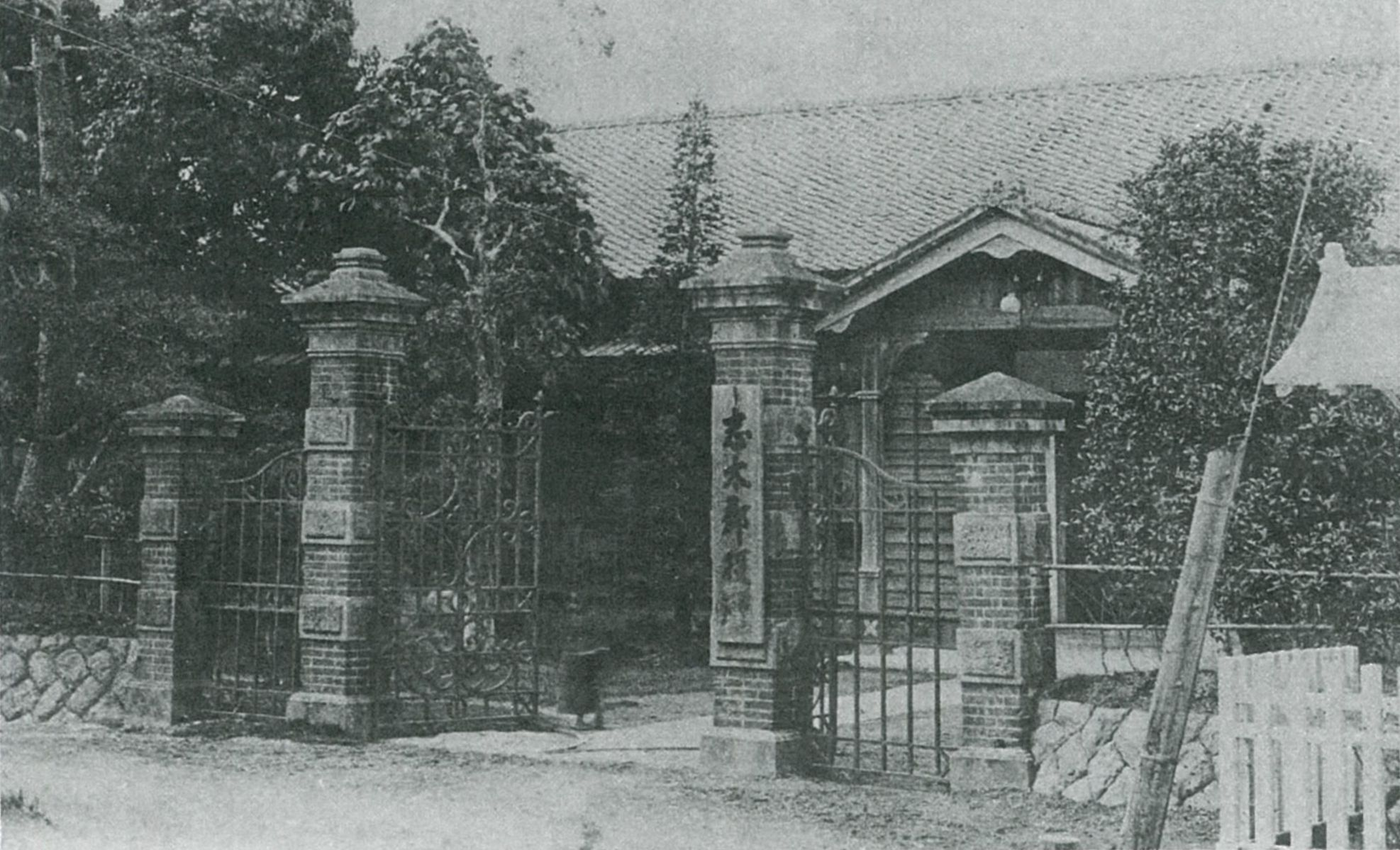
明治30年頃の志太郡役所

  - 5月24日 - 徳川宗家が駿河府中藩に転封。それにともない遠江・駿河・伊豆国内で領地替えが行われ、岩村藩領が美濃国土岐郡に転封、幕府領・旗本領が消滅。
  - 7月13日 - 沼津藩が上総菊間藩、田中藩が安房長尾藩に転封。
  - 9月5日 - 横須賀藩が安房花房藩に転封。
- 1868年（明治元年）
  - 11月7日 - 掛川藩が上総柴山藩に転封。
  - 以上の変更により、全域が府中藩の管轄となる。
- 1869年（明治2年）8月7日 - 府中藩が静岡藩に改称。
- 1871年（明治4年）7月14日 - 廃藩置県により静岡県の管轄となる。
- 1873年（明治6年）大小区役所制度実施による第六6、第72大区の区役所が田中町1区5番地に置かれた。
- 1875年（明治8年） - 庄九郎新田が岸村に合併。（2宿122村）
- 1876年（明治9年）（2宿122村）
  - 笹間村のうち上組が笹間上村、下組が笹間下村として分村。
  - 上中之郷村・下中之郷村が合併して中ノ合村となる。
- 1879年（明治12年）（2宿138村）
  - 2月27日 - 榛原郡のうち大井川左岸の13村（宗高村、上小杉村、下小杉村、藤守村、相川村、下江富村、上新田村、上泉村、西島村、吉永村、中島村、飯淵村、源助村）の所属郡を志太郡に変更[7]。
  - 上泉村より善左衛門村が分立[8]。
  - 吉永村が吉永村・利右衛門村・高新田村に分村[9]。
  - 3月12日 - 郡区町村編制法の静岡県での施行により行政区画としての志太郡が発足。「志太益津郡役所」を藤枝宿に設置し、益津郡とともに管轄。
- 1880年（明治13年） - 清水村が原村に編入。（2宿137村）
- 1881年（明治14年）（5町2宿135村）
  - 水守村・市部村・五十海村・若王子村・鬼岩寺村および益津郡郡村・長楽寺村・益津上村のうち藤枝宿に属する地域が合併して藤枝宿本町が起立。
  - 市部村・五十海村・若王子村・鬼岩寺村の残部がそれぞれ藤枝宿市部町・藤枝宿五十海町・藤枝宿若王子町・藤枝宿鬼岩寺町に改称。
  - 殿村のうち新舟組が新舟村として分立。
  - 大井川扇状地に大新島村が起立。
- 1887年（明治20年） - 高柳上村・高柳下村が合併して高柳村となる。（5町2宿134村）

### 町村制以降の沿革

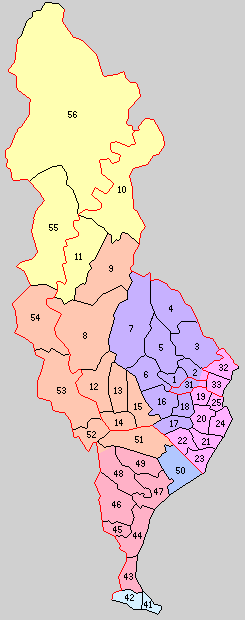
1.藤枝町 2.広幡村 3.岡部町 4.朝夷村 5.葉梨村 6.稲葉村 7.瀬戸谷村 8.伊久身村 9.笹間村 10.東川根村 11.徳山村 12.大長村 13.大津村 14.島田町 15.六合村 16.青島村 17.大洲村 18.高洲村 19.豊田村 20.大富村 21.静浜村 22.相川村 23.吉永村 24.和田村 25.小川村 31.西益津村 32.東益津村 33.焼津村（紫：藤枝市 桃：焼津市 橙：島田市 黄：榛原郡川根本町 41 - 56は榛原郡）

- 1889年（明治22年）4月1日 - 町村制の施行により、以下の町村が発足。（3町22村）
  - 藤枝町 ← 藤枝宿若王子町、藤枝宿本町、藤枝宿五十海町、藤枝宿市部町、藤枝宿鬼岩寺町、原村、益津郡藤枝宿益津町、郡村［一部］（現・藤枝市）
  - 広幡村 ← 鬼島村、上当間村、水守村、八幡村、仮宿村、潮村、横内村［大部分］、益津郡下当間村（現・藤枝市）、益津郡越後島村（現・焼津市）
  - 岡部町 ← 三輪村、岡部宿、内谷村、村良村、桂島村、入野村、子持坂村、横内村［一部］（現・藤枝市）
  - 朝夷村 ← 羽佐間村、殿村、新舟村、野田沢村、宮島村、玉取村、青羽根村（現・藤枝市）
  - 葉梨村 ← 下ノ郷村、花倉村、時ヶ谷村、上藪田村、中藪田村、西方村、北方村、下藪田村、中ノ合村、高田村、潮村［一部］（現・藤枝市）
  - 稲葉村 ← 稲葉堀ノ内村、谷稲葉村、助宗村、寺島村、宮原村、瀬古村（現・藤枝市）
  - 瀬戸谷村 ← 滝沢村、瀬戸ノ谷村（現・藤枝市）
  - 伊久身村 ← 伊久美村、身成村、笹間渡村（現・島田市）
  - 笹間村 ← 笹間上村、笹間下村（現・島田市）
  - 東川根村 ← 藤川村、青部村、田代村、桑野山村、梅地村、上岸村（現・榛原郡川根本町）
  - 徳山村 ← 地名村、下泉村、田野口村、堀之内村、壱町河内村（現・榛原郡川根本町）
  - 大長村 ← 相賀村、神座村、鵜網村、伊太村（現・島田市）
  - 大津村 ← 落合村、大草村、野田村、尾川村、千葉山[10]（現・島田市）
  - 島田町（島田宿が単独町制、現・島田市）
  - 六合村 ← 道悦島村、阿知ヶ谷村、岸村、御請新田、細島村、東光寺村（現・島田市）
  - 青島村 ← 上青島村、瀬戸新屋村、下青島村、内瀬戸村、前島村、青木村、南新屋村、志太村、水上村、久兵衛市右衛門請新田、稲川村［一部］（現・藤枝市）
  - 大洲村 ← 忠兵衛新田、五平村、善左衛門村、土瑞村、弥左衛門新田、源助村（現・藤枝市）
  - 高洲村 ← 築地上村、築地下村、高柳村、大新島村、与左衛門新田、兵太夫新田（現・藤枝市）
  - 豊田村 ← 小土村、五ヶ堀ノ内村、三ヶ名村、小柳津村、小屋敷村、柳新屋村、保福島村（現・焼津市）
  - 大富村 ← 中新田村、祢宜島村、大住村、三右衛門新田、中根村、中根新田、治兵衛長次右衛門請所、上小田村、三郎兵衛新田、大島村、大島新田［大部分］、道原村、本中根村、上小杉村［一部］（現・焼津市）
  - 静浜村 ← 宗高村［大部分］、上小杉村［大部分］、下小杉村、藤守村、吉永村［一部］、高新田村［一部］、大島新田［一部］、上新田村［一部］（現・焼津市）
  - 相川村 ← 上泉村、上新田村［大部分］、下江富村、相川村、西島村、宗高村［一部］（現・焼津市）
  - 吉永村 ← 中島村、高新田村［大部分］、飯淵村、吉永村［大部分］、利右衛門村、宗高村［一部］（現・焼津市）
  - 和田村 ← 田尻村、田尻北村、下小田村、北新田村、一色村、惣右衛門村（現・焼津市）
  - 小川村 ← 小川村、石津村、与惣次村（現・焼津市）
  - 稲川村［大部分］が益津郡西益津村の一部となる。
- 1891年（明治24年）6月11日 - 朝夷村が朝比奈村に改称。
- 1896年（明治29年）4月1日 - 郡制の施行のため、志太郡・益津郡を廃止、志太郡を設置。西益津村・東益津村・焼津村が当郡の所属となる。（4町24村）
- 1896年（明治29年）9月1日 - 郡制を施行。
- 1887年（明治30年）藤枝町（市部字道場）に志太郡役所を新築、総工費は4356円90銭7厘。
- 1901年（明治34年）6月28日 - 焼津村が町制施行して焼津町となる。（4町24村）
- 1922年（大正11年）1月1日 - 青島村が町制施行して青島町となる。（5町23村）
- 1923年（大正12年）4月1日 - 郡会が廃止。郡役所は存続。
- 1926年（大正15年）7月1日 - 郡役所が廃止。以降は地域区分名称となる。
- 1948年（昭和23年）1月1日 - 島田町が市制施行して島田市となり、郡より離脱。（4町23村）
- 1951年（昭和26年）3月1日 - 焼津町が市制施行して焼津市となり、郡より離脱。（3町23村）
- 1952年（昭和27年）10月1日 - 小川村が町制施行して小川町となる。（4町22村）
- 1953年（昭和28年）11月1日 - 豊田村が焼津市に編入。（4町21村）
- 1954年（昭和29年）
  - 1月1日 - 藤枝町・西益津村が合併し、改めて藤枝町が発足。（4町20村）
  - 3月31日 - 青島町・高洲村・稲葉村・大洲村・葉梨村および藤枝町の大部分が合併して藤枝市が発足し、郡より離脱。藤枝町の一部（大覚寺上・大覚寺下）は焼津市に編入。（2町16村）
- 1955年（昭和30年）
  - 1月1日（1町9村）
    - 六合村・大津村・大長村が島田市に編入。
    - 小川町・東益津村・大富村・和田村が焼津市に編入。
    - 伊久身村の一部（伊久美および身成の一部）が島田市、残部（笹間渡および身成の一部）が榛原郡下川根村に分割編入。

  - 2月15日 - 瀬戸谷村が藤枝市に編入。（1町8村）
  - 2月26日 - 笹間村が榛原郡下川根村に編入。（1町7村）
  - 3月31日（2町3村）
    - 岡部町・朝比奈村が合併し、改めて岡部町が発足。
    - 静浜村・相川村・吉永村が合併して大井川町が発足。
- 1956年（昭和31年）9月30日（2町1村）
  - 徳山村が榛原郡中川根村に編入。
  - 東川根村が榛原郡上川根村と合併して榛原郡本川根町が発足し、郡より離脱。
- 1957年（昭和32年）4月1日 - 広幡村の大部分が藤枝市、一部（越後島）が焼津市に分割編入。（2町）
- 2008年（平成20年）11月1日 - 大井川町が焼津市に編入。（1町）
- 2009年（平成21年）1月1日 - 岡部町が藤枝市に編入。同日志太郡消滅。